# Gustav Braun (Mediziner)

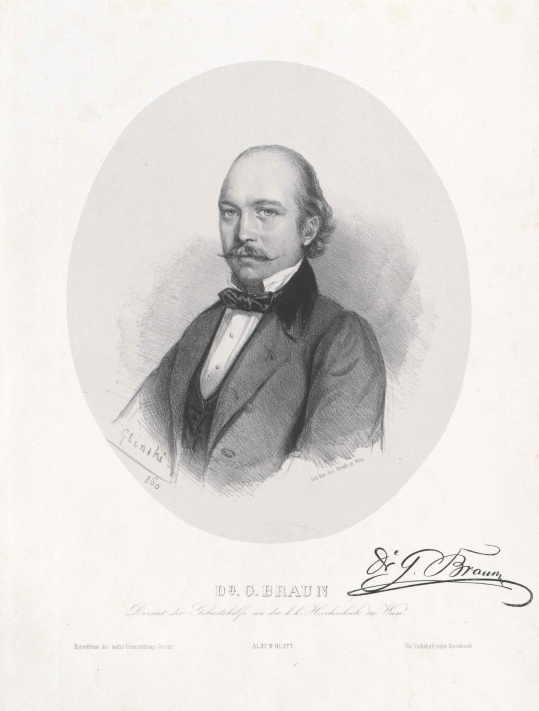
Gustav Braun (1860)

Gustav August Braun (ab 1900 Gustav von Braun ; * 28. Mai 1829 in Zistersdorf; † 2. Februar 1911 in Wien) war ein österreichischer Gynäkologe und Geburtshelfer.

## Leben
Gustav Braun studierte in Prag und Wien. 1853 wurde er an der Universität Wien promoviert. Anschließend arbeitete er als Assistent und ab 1857 als supplierender Professor an der geburtshilflichen Klinik für Ärzte in Wien. 1856 hatte er sich als Privatdozent für Geburtshilfe habilitiert. Als Professor für dieses Fach wurde er 1862 an die Josephs-Akademie berufen. Nach deren Aufhebung übernahm er den Lehrstuhl für Hebammen an der Universität Wien. 1872 wurde er Nachfolger von Joseph Späth. Von 1883 bis 1884 war er Dekan der medizinischen Fakultät. Der geburtshilflichen Klinik stand er bis 1891 vor. Er war Mitglied des k. k. obersten Sanitätsrates.
Gustav Braun war der jüngere Bruder des Gynäkologen Carl Braun von Fernwald (1822–1891; auch Karl von Braun-Fernwald oder Karl Ritter Braun von Fernwald).

## Schriften
- Operative Gynäkologie und Geburtshilfe. Wien 1860.
- Compendium der Geburtshilfe.1864 (2. Aufl. 1875).
- Compendium der Frauenkrankheiten. 1863 (2. Aufl. 1872)
- Compendium der Kinderkrankheiten. 1870.
- Lehrbuch der Geburtshilfe für Hebammen. 1887 (1894).